# 나비목의 과 목록
아래는 현존하는 나비목의 과 목록이다. 아래 목록은 47개 상과, 133개 과를 포함하고 있다.

## 과 목록
| 아목               | 하목                 | 분류1                | 분류2      | 상과                                      | 과                                         |
| ------------------ | -------------------- | -------------------- | ---------- | ----------------------------------------- | ------------------------------------------ |
| 원시나방아목       |                      |                      | 미소나방류 | 원시나방상과                              | 원시나방과 (Micropterigidae)               |
| 아가티파가아목     |                      | 아가티파가상과       | 미소나방류 | 아가티파가과 (Agathiphagidae)             |                                            |
| 헤테로바트미아아목 |                      | 헤테로바트미아상과   | 미소나방류 | 헤테로바트미아과 (Heterobathmiidae)       |                                            |
| 선훼아목           | 아칸톱테록테테스하목 | 아칸톱테록테테스상과 | 미소나방류 | 아칸톱테록테테스과 (Acanthopteroctetidae) |                                            |
| 선훼아목           | 선조나방하목         | 좀날개나방상과       | 미소나방류 | 좀날개나방상과 (Eriocraniidae)            |                                            |
| 선훼아목           | 로포코로나하목       | 로포코로나상과       | 미소나방류 | 로포코로나과 (Lophocoronidae)             |                                            |
| 선훼아목           | 네옵세우스티스하목   | 네옵세우스티스상과   | 미소나방류 | 네옵세우스티스과 (Neopseustidae)          |                                            |
| 선훼아목           | 박쥐나방하목         | 박쥐나방상과         | 미소나방류 | Anomosetidae                              |                                            |
| 선훼아목           | 박쥐나방하목         | 박쥐나방상과         | 미소나방류 | Neotheoridae                              |                                            |
| 선훼아목           | 박쥐나방하목         | 박쥐나방상과         | 미소나방류 | Prototheoridae                            |                                            |
| 선훼아목           | 박쥐나방하목         | 박쥐나방상과         | 미소나방류 | Palaeosetidae                             |                                            |
| 선훼아목           | 박쥐나방하목         | 박쥐나방상과         | 미소나방류 | 박쥐나방과 (Hepialidae)                   |                                            |
| 선훼아목           | 박쥐나방하목         | 므네사르카이아상과   | 미소나방류 | 므네사르카이아과 (Mnesarchaeidae)         |                                            |
| 선훼아목           | 이맥하목             | 단문류               | 미소나방류 | 안데스나방상과                            | 안데스나방과 (Andesianidae)                |
| 선훼아목           | 이맥하목             | 단문류               | 미소나방류 | 꼬마굴나방상과                            | 꼬마굴나방과 (Nepticulidae)                |
| 선훼아목           | 이맥하목             | 단문류               | 미소나방류 | 꼬마굴나방상과                            | 흰꼬마굴나방과 (Opostegidae)               |
| 선훼아목           | 이맥하목             | 단문류               | 미소나방류 | 곡나방상과                                | 긴수염나방과 (Adelidae)                    |
| 선훼아목           | 이맥하목             | 단문류               | 미소나방류 | 곡나방상과                                | Cecidosidae                                |
| 선훼아목           | 이맥하목             | 단문류               | 미소나방류 | 곡나방상과                                | Crinopterygidae                            |
| 선훼아목           | 이맥하목             | 단문류               | 미소나방류 | 곡나방상과                                | Heliozelidae                               |
| 선훼아목           | 이맥하목             | 단문류               | 미소나방류 | 곡나방상과                                | 곡나방과 (Incurvariidae)                   |
| 선훼아목           | 이맥하목             | 단문류               | 미소나방류 | 곡나방상과                                | 유카나방과 (Prodoxidae)                    |
| 선훼아목           | 이맥하목             | 단문류               | 미소나방류 | 어리굴나방상과                            | 어리굴나방과 (Tischeriidae)                |
| 선훼아목           | 이맥하목             | 단문류               | 미소나방류 | 팔라이파투스상과                          | 팔라이파투스과 (Palaephatidae)             |
| 선훼아목           | 이맥하목             | 이문류               | 미소나방류 | 시마이티스티스상과                        | 시마이티스티스과 (Simaethistidae)          |
| 선훼아목           | 이맥하목             | 이문류               | 미소나방류 | 곡식좀나방상과                            | Acrolophidae                               |
| 선훼아목           | 이맥하목             | 이문류               | 미소나방류 | 곡식좀나방상과                            | Arrhenophanidae                            |
| 선훼아목           | 이맥하목             | 이문류               | 미소나방류 | 곡식좀나방상과                            | Eriocottidae                               |
| 선훼아목           | 이맥하목             | 이문류               | 미소나방류 | 곡식좀나방상과                            | Lypusidae                                  |
| 선훼아목           | 이맥하목             | 이문류               | 미소나방류 | 곡식좀나방상과                            | 주머니나방과 (Psychidae)                   |
| 선훼아목           | 이맥하목             | 이문류               | 미소나방류 | 곡식좀나방상과                            | 곡식좀나방과 (Tineidae)                    |
| 선훼아목           | 이맥하목             | 이문류               | 미소나방류 | 가는나방상과                              | 빛날개좀나방과 (Roeslerstammiidae)         |
| 선훼아목           | 이맥하목             | 이문류               | 미소나방류 | 가는나방상과                              | Douglasiidae                               |
| 선훼아목           | 이맥하목             | 이문류               | 미소나방류 | 가는나방상과                              | 선굴나방과 (Bucculatricidae)               |
| 선훼아목           | 이맥하목             | 이문류               | 미소나방류 | 가는나방상과                              | 가는나방과 (Gracillariidae)                |
| 선훼아목           | 이맥하목             | 이문류               | 미소나방류 | 집나방상과                                | 파좀나방과 (Acrolepiidae)                  |
| 선훼아목           | 이맥하목             | 이문류               | 미소나방류 | 집나방상과                                | Bedelliidae                                |
| 선훼아목           | 이맥하목             | 이문류               | 미소나방류 | 집나방상과                                | 그림날개나방과 (Glyphipterigidae)          |
| 선훼아목           | 이맥하목             | 이문류               | 미소나방류 | 집나방상과                                | Heliodinidae                               |
| 선훼아목           | 이맥하목             | 이문류               | 미소나방류 | 집나방상과                                | 굴나방과 (Lyonetiidae)                     |
| 선훼아목           | 이맥하목             | 이문류               | 미소나방류 | 집나방상과                                | 좀나방과 (Plutellidae)                     |
| 선훼아목           | 이맥하목             | 이문류               | 미소나방류 | 집나방상과                                | Yponomeutidae                              |
| 선훼아목           | 이맥하목             | 이문류               | 미소나방류 | 집나방상과                                | 집나방과 (Ypsolophidae)                    |
| 선훼아목           | 이맥하목             | 이문류               | 미소나방류 | 뿔나방상과                                | Agonoxenidae                               |
| 선훼아목           | 이맥하목             | 이문류               | 미소나방류 | 뿔나방상과                                | Batrachedridae                             |
| 선훼아목           | 이맥하목             | 이문류               | 미소나방류 | 뿔나방상과                                | 밑두리뿔나방과 (Blastobasidae)             |
| 선훼아목           | 이맥하목             | 이문류               | 미소나방류 | 뿔나방상과                                | 통나방과 (Coleophoridae)                   |
| 선훼아목           | 이맥하목             | 이문류               | 미소나방류 | 뿔나방상과                                | 창날개뿔나방과 (Cosmopterigidae)           |
| 선훼아목           | 이맥하목             | 이문류               | 미소나방류 | 뿔나방상과                                | 풀굴나방과 (Elachistidae)                  |
| 선훼아목           | 이맥하목             | 이문류               | 미소나방류 | 뿔나방상과                                | 먹점뿔나방과 (Ethmiidae)                   |
| 선훼아목           | 이맥하목             | 이문류               | 미소나방류 | 뿔나방상과                                | 뿔나방과 (Gelechiidae)                     |
| 선훼아목           | 이맥하목             | 이문류               | 미소나방류 | 뿔나방상과                                | Glyphidoceridae                            |
| 선훼아목           | 이맥하목             | 이문류               | 미소나방류 | 뿔나방상과                                | Holcopogonidae                             |
| 선훼아목           | 이맥하목             | 이문류               | 미소나방류 | 뿔나방상과                                | 뿔나방붙이과 (Lecithoceridae)              |
| 선훼아목           | 이맥하목             | 이문류               | 미소나방류 | 뿔나방상과                                | Metachandidae                              |
| 선훼아목           | 이맥하목             | 이문류               | 미소나방류 | 뿔나방상과                                | Momphidae                                  |
| 선훼아목           | 이맥하목             | 이문류               | 미소나방류 | 뿔나방상과                                | 원뿔나방과 (Oecophoridae)                  |
| 선훼아목           | 이맥하목             | 이문류               | 미소나방류 | 뿔나방상과                                | Pterolonchidae                             |
| 선훼아목           | 이맥하목             | 이문류               | 미소나방류 | 뿔나방상과                                | Schistonoeidae                             |
| 선훼아목           | 이맥하목             | 이문류               | 미소나방류 | 뿔나방상과                                | Scythrididae                               |
| 선훼아목           | 이맥하목             | 이문류               | 미소나방류 | 뿔나방상과                                | Symmocidae                                 |
| 선훼아목           | 이맥하목             | 이문류               | 미소나방류 | 뿔나방상과                                | 판날개뿔나방과 (Xyloryctidae)              |
| 선훼아목           | 이맥하목             | 이문류               | 미소나방류 | 갈락티카상과                              | 갈락티카과 (Galacticidae)                  |
| 선훼아목           | 이맥하목             | 이문류               | 미소나방류 | 알락나방상과                              | Aididae                                    |
| 선훼아목           | 이맥하목             | 이문류               | 미소나방류 | 알락나방상과                              | Anomoeotidae                               |
| 선훼아목           | 이맥하목             | 이문류               | 미소나방류 | 알락나방상과                              | Cyclotornidae                              |
| 선훼아목           | 이맥하목             | 이문류               | 미소나방류 | 알락나방상과                              | Dalceridae                                 |
| 선훼아목           | 이맥하목             | 이문류               | 미소나방류 | 알락나방상과                              | 매미기생나방과 (Epipyropidae)              |
| 선훼아목           | 이맥하목             | 이문류               | 미소나방류 | 알락나방상과                              | Heterogynidae                              |
| 선훼아목           | 이맥하목             | 이문류               | 미소나방류 | 알락나방상과                              | Himantopteridae                            |
| 선훼아목           | 이맥하목             | 이문류               | 미소나방류 | 알락나방상과                              | Lacturidae                                 |
| 선훼아목           | 이맥하목             | 이문류               | 미소나방류 | 알락나방상과                              | 쐐기나방과 (Limacodidae)                   |
| 선훼아목           | 이맥하목             | 이문류               | 미소나방류 | 알락나방상과                              | 메갈로피게과 (Megalopygidae)               |
| 선훼아목           | 이맥하목             | 이문류               | 미소나방류 | 알락나방상과                              | Phaudidae                                  |
| 선훼아목           | 이맥하목             | 이문류               | 미소나방류 | 알락나방상과                              | Somabrachyidae                             |
| 선훼아목           | 이맥하목             | 이문류               | 미소나방류 | 알락나방상과                              | 알락나방과 (Zygaenidae)                    |
| 선훼아목           | 이맥하목             | 이문류               | 미소나방류 | 굴벌레나방상과                            | 굴벌레나방과 (Cossidae)                    |
| 선훼아목           | 이맥하목             | 이문류               | 미소나방류 | 굴벌레나방상과                            | Dudgeoneidae                               |
| 선훼아목           | 이맥하목             | 이문류               | 미소나방류 | 유리나방상과                              | 유리나방과 (Sesiidae)                      |
| 선훼아목           | 이맥하목             | 이문류               | 미소나방류 | 유리나방상과                              | Castniidae                                 |
| 선훼아목           | 이맥하목             | 이문류               | 미소나방류 | 유리나방상과                              | Brachodidae                                |
| 선훼아목           | 이맥하목             | 이문류               | 미소나방류 | 뭉뚝날개나방상과                          | 뭉뚝날개나방과 (Choreutidae)               |
| 선훼아목           | 이맥하목             | 이문류               | 미소나방류 | 잎말이나방상과                            | 잎말이나방과 (Tortricidae)                 |
| 선훼아목           | 이맥하목             | 이문류               | 미소나방류 | 우로두스상과                              | 우로두스과 (Urodidae)                      |
| 선훼아목           | 이맥하목             | 이문류               | 미소나방류 | 스크렉켄스테이니아상과                    | 스크렉켄스테이니아과 (Schreckensteiniidae) |
| 선훼아목           | 이맥하목             | 이문류               | 미소나방류 | 미나리좀나방상과                          | 미나리좀나방과 (Epermeniidae)              |
| 선훼아목           | 이맥하목             | 이문류               | 미소나방류 | 깃털나방상과                              | 깃털나방과 (Alucitidae)                    |
| 선훼아목           | 이맥하목             | 이문류               | 미소나방류 | 깃털나방상과                              | Tineodidae                                 |
| 선훼아목           | 이맥하목             | 이문류               | 미소나방류 | 털날개나방상과                            | 털날개나방과 (Pterophoridae)               |
| 선훼아목           | 이맥하목             | 이문류               | 미소나방류 | 왈레이아나상과                            | 왈레이아나과 (Whalleyanidae)               |
| 선훼아목           | 이맥하목             | 이문류               | 미소나방류 | 임마상과                                  | 임마과 (Immidae)                           |
| 선훼아목           | 이맥하목             | 이문류               | 미소나방류 | 코프로모르파상과                          | 코프로모르파과 (Copromorphidae)            |
| 선훼아목           | 이맥하목             | 이문류               | 미소나방류 | 코프로모르파상과                          | 심식나방과 (Carposinidae)                  |
| 선훼아목           | 이맥하목             | 이문류               | 미소나방류 | 팔랑나비붙이상과                          | 팔랑나비붙이과 (Hyblaeidae)                |
| 선훼아목           | 이맥하목             | 이문류               | 미소나방류 | 명나방상과                                | 명나방과 (Pyralidae)                       |
| 선훼아목           | 이맥하목             | 이문류               | 미소나방류 | 명나방상과                                | 포충나방과 (Crambidae)                     |
| 선훼아목           | 이맥하목             | 이문류               | 미소나방류 | 창나방상과                                | 창나방과 (Thyrididae)                      |
| 선훼아목           | 이맥하목             | 이문류               | 대시류     | 미말로상과                                | 미말로과 (Mimallonidae)                    |
| 선훼아목           | 이맥하목             | 이문류               | 대시류     | 솔나방상과                                | 오스트레일리아솔나방과 (Anthelidae)        |
| 선훼아목           | 이맥하목             | 이문류               | 대시류     | 솔나방상과                                | 솔나방과 (Lasiocampidae)                   |
| 선훼아목           | 이맥하목             | 이문류               | 대시류     | 누에나방상과                              | Apatelodidae                               |
| 선훼아목           | 이맥하목             | 이문류               | 대시류     | 누에나방상과                              | 누에나방과 (Bombycidae)                    |
| 선훼아목           | 이맥하목             | 이문류               | 대시류     | 누에나방상과                              | 왕물결나방과 (Brahmaeidae)                 |
| 선훼아목           | 이맥하목             | 이문류               | 대시류     | 누에나방상과                              | Carthaeidae                                |
| 선훼아목           | 이맥하목             | 이문류               | 대시류     | 누에나방상과                              | Endromidae                                 |
| 선훼아목           | 이맥하목             | 이문류               | 대시류     | 누에나방상과                              | Eupterotidae                               |
| 선훼아목           | 이맥하목             | 이문류               | 대시류     | 누에나방상과                              | Lemoniidae                                 |
| 선훼아목           | 이맥하목             | 이문류               | 대시류     | 누에나방상과                              | Phiditiidae                                |
| 선훼아목           | 이맥하목             | 이문류               | 대시류     | 누에나방상과                              | 산누에나방과 (Saturniidae)                 |
| 선훼아목           | 이맥하목             | 이문류               | 대시류     | 누에나방상과                              | 박각시과 (Sphingidae)                      |
| 선훼아목           | 이맥하목             | 이문류               | 대시류     | 밤나방상과                                | 태극나방과 (Erebidae)                      |
| 선훼아목           | 이맥하목             | 이문류               | 대시류     | 밤나방상과                                | 도아과 (Doidae)                            |
| 선훼아목           | 이맥하목             | 이문류               | 대시류     | 밤나방상과                                | 밤나방과 (Noctuidae)                       |
| 선훼아목           | 이맥하목             | 이문류               | 대시류     | 밤나방상과                                | 혹나방과 (Nolidae)                         |
| 선훼아목           | 이맥하목             | 이문류               | 대시류     | 밤나방상과                                | 재주나방과 (Notodontidae)                  |
| 선훼아목           | 이맥하목             | 이문류               | 대시류     | 밤나방상과                                | 오이노산드라과 (Oenosandridae)             |
| 선훼아목           | 이맥하목             | 이문류               | 대시류     | 갈고리나방상과                            | 갈고리나방과 (Drepanidae)                  |
| 선훼아목           | 이맥하목             | 이문류               | 대시류     | 갈고리나방상과                            | 제비나비붙이과 (Epicopeiidae)              |
| 선훼아목           | 이맥하목             | 이문류               | 대시류     | 자나방상과                                | 자나방과 (Geometridae)                     |
| 선훼아목           | 이맥하목             | 이문류               | 대시류     | 자나방상과                                | 제비나방과 (Uraniidae)                     |
| 선훼아목           | 이맥하목             | 이문류               | 대시류     | 자나방상과                                | 세마투라과 (Sematuridae)                   |
| 선훼아목           | 이맥하목             | 이문류               | 대시류     | 황금나방상과                              | 황금나방과 (Cimeliidae)                    |
| 선훼아목           | 이맥하목             | 이문류               | 대시류     | 뿔나비나방상과                            | 뿔나비나방과 (Callidulidae)                |
| 선훼아목           | 이맥하목             | 이문류               | 나비       | 미국나방나비상과                          | 미국나방나비과 (Hedylidae)                 |
| 선훼아목           | 이맥하목             | 이문류               | 나비       | 팔랑나비상과                              | 팔랑나비과 (Hesperiidae)                   |
| 선훼아목           | 이맥하목             | 이문류               | 나비       | 호랑나비상과                              | 호랑나비과 (Papilionidae)                  |
| 선훼아목           | 이맥하목             | 이문류               | 나비       | 호랑나비상과                              | 흰나비과 (Pieridae)                        |
| 선훼아목           | 이맥하목             | 이문류               | 나비       | 호랑나비상과                              | 네발나비과 (Nymphalidae)                   |
| 선훼아목           | 이맥하목             | 이문류               | 나비       | 호랑나비상과                              | 부전나비과 (Lycaenidae)                    |
| 선훼아목           | 이맥하목             | 이문류               | 나비       | 호랑나비상과                              | 부전네발나비과 (Riodinidae)                |